# Эшборн — Франкфурт 2017
55-й выпуск  Эшборн — Франкфурт — шоссейной однодневной велогонки по дорогам Германии. Гонка прошла 1 мая 2017 года и впервые в рамках Мирового тура UCI 2017. Победу третий раз подряд одержал норвежец Александер Кристофф, представлявший команду Team Katusha–Alpecin.

## Участники
Автоматически приглашения на гонку получили все команды категории UCI WorldTeam, но так как гонка дебютировала в календаре Мирового тура UCI, то они были не обязаны участвовать в ней. Таким образов в гонке приняло участие 11 из 18 команд мирового тура. Также организаторами были предоставлены специальные приглашения (уайлд-кард) для 8 ппрофессиональных континентальных команд, а также национальной сборной Германии.
| UCI WorldTeams (11)- AG2R La Mondiale - BMC Racing Team - Bora-Hansgrohe - Cannondale-Drapac - Lotto-Soudal - Quick-Step Floors - UAE Team Emirates - Katusha-Alpecin - Lotto NL-Jumbo - Team Sunweb - Trek-Segafredo UCI Professional Continental Teams (8)- Aqua Blue Sport - CCC Sprandi Polkowice - Gazprom-RusVelo - Roompot-Nederlandse Loterij - Sport Vlaanderen-Baloise - Verandas Willems-Crelan - WB-Veranclassic-Aqua Protect - Wanty-Groupe Gobert Национальная сборная- Германия |
| |

Российские участники
Katusha–Alpecin: Максим Бельков (DNF)
Gazprom-RusVelo: Евгений Шалунов (21-й), Андрей Соломенников (63-й), Сергей Лагутин (DNF), Артур Ершов (DNF), Артём Ныч (DNF), Иван Савицкий (DNF), Алексей Цатевич (DNF), Николай Трусов (DNF).

## Маршрут
Гонка стартовала в Эшборне и финишировала во Франкфурте. Маршрут состоял из нескольких петель на которых гонщикам предстояло преодолеть 8 подъёмов: Feldberg (протяжённость 10,8 км, средний градиент 5%), Kittelhütte (протяжённость 1,7 км, средний градиент 3%), Ruppertshain (протяжённость 1,3 км, средний градиент 6,7%) и четырежды Mammolshain (протяжённость 1 км, редний градиент 6,9 и максимальный 23%). Общая протяжённость гонки составила 215,7 километров.

## Результаты
| \| Генеральная классификация \| Генеральная классификация \| Генеральная классификация \| Генеральная классификация \| Генеральная классификация \| \| Гонщик \| Гонщик \| Команда \| Время \| \| \| ------------------------- \| ------------------------- \| --------------------------- \| ------------------------- \| ------------------------- \| \| 1-й \| Александер Кристофф \| Katusha-Alpecin \| 5ч 29' 32 \| \| \| 2-й \| Рик Цабель \| Katusha-Alpecin \| + 0 \| \| \| 3-й \| Джон Дегенкольб \| Trek-Segafredo \| + 0 \| \| \| 4-й \| Жан-Пьер Друкер \| BMC Racing Team \| + 0 \| \| \| 5-й \| Пим Лигтхарт \| Roompot-Nederlandse Loterij \| + 0 \| \| \| 6-й \| Хуан Хосе Лобато \| LottoNL-Jumbo \| + 0 \| \| \| 7-й \| Яспер Стёйвен \| Trek-Segafredo \| + 0 \| \| \| 8-й \| Максимилиано Ричесе \| Quick-Step Floors \| + 0 \| \| \| 9-й \| Михел Кредер \| Aqua Blue Sport \| + 0 \| \| \| 10-й \| Бен Свифт \| UAE Team Emirates \| + 0 \| \| |                     |                             |           |
| |                     |                             |           |
| Источник: ProCyclingStats |                     |                             |           |
| Генеральная классификация |                     |                             |           |
| Гонщик | Гонщик              | Команда                     | Время     |
| 1-й | Александер Кристофф | Katusha-Alpecin             | 5ч 29' 32 |
| 2-й | Рик Цабель          | Katusha-Alpecin             | + 0       |
| 3-й | Джон Дегенкольб     | Trek-Segafredo              | + 0       |
| 4-й | Жан-Пьер Друкер     | BMC Racing Team             | + 0       |
| 5-й | Пим Лигтхарт        | Roompot-Nederlandse Loterij | + 0       |
| 6-й | Хуан Хосе Лобато    | LottoNL-Jumbo               | + 0       |
| 7-й | Яспер Стёйвен       | Trek-Segafredo              | + 0       |
| 8-й | Максимилиано Ричесе | Quick-Step Floors           | + 0       |
| 9-й | Михел Кредер        | Aqua Blue Sport             | + 0       |
| 10-й | Бен Свифт           | UAE Team Emirates           | + 0       |